# Sauce Nantua
La sauce Nantua est une sauce faite à partir de béchamel et de beurre d'écrevisse.

## Présentation
Cette sauce accompagne principalement des quenelles de brochet, mais également les poissons blancs, les œufs pochés et le riz.
Son nom provient de la ville de Nantua, située au bord du lac du même nom, dans le département de l'Ain.
La sauce Nantua se prépare traditionnellement avec des écrevisses Astacus (écrevisses à pattes rouges) qui pullulaient jadis dans les cours d’eau et les lacs du Bugey, et qui se nourrissaient « des restes de viande accrochés aux peaux que les tanneurs laissaient tremper ».
Les quenelles sauce Nantua font partie intégrante de la gastronomie lyonnaise.

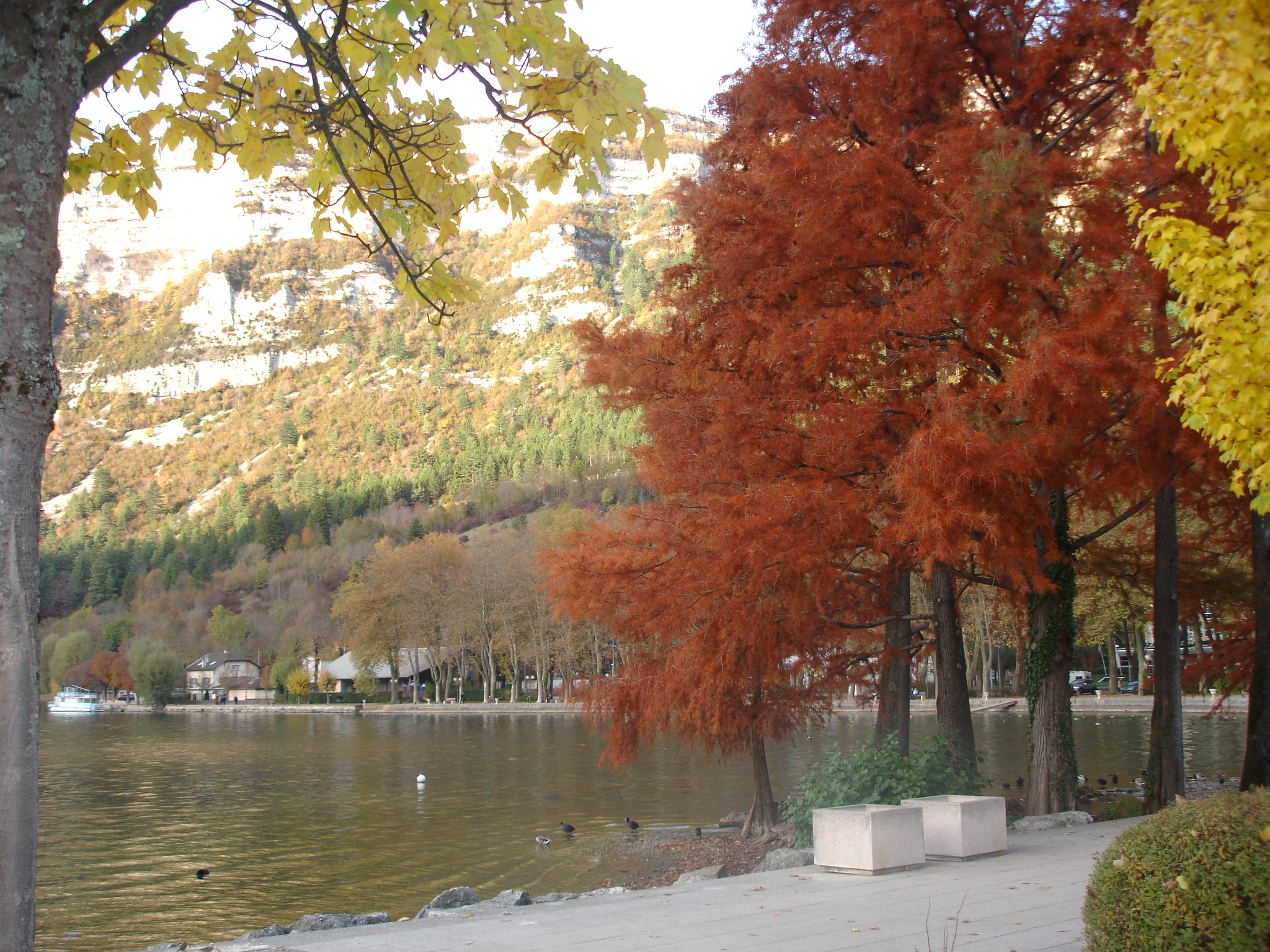
Le lac de Nantua.